# Павлюк Вадим Антонович
Вадим Антонович Павлюк (нар. 1 червня 1935, селище Клавдієво-Тарасове, тепер Бородянського району Київської області — 25 жовтня 2020, місто Харків) — український радянський діяч, вчений, професор кафедри технології та організації ресторанного бізнесу Харківського торговельно-економічного інституту, доктор фізико-математичних наук (1982). Член Ревізійної Комісії КПУ в 1986—1990 р.

## Біографія
У 1958 році закінчив фізичний факультет Харківського державного університету імені Горького.
У 1958—1963 роках — старший лаборант, провідний інженер, викладач Харківського державного університету імені Горького.
Член КПРС.
У 1962—1999 роках — молодший науковий співробітник, вчений секретар (у 1971—1974), секретар партійного комітету, заступник директора з наукової роботи харківського Фізико-технічного інституту низьких температур. У 1970 році захистив кандидатську дисертацію на тему «Дифракція електромагнітних хвиль на структурах хвилевідного типу», у 1982 році захистив докторську дисертацію на тему «Оптимізація параметрів антено-фідерних систем з використанням глибокого охолодження та надпровідності».
У 1999—2005 р. — завідувач кафедри фізики та технічних дисциплін Харківського Бізнес-коледжу. Одночасно, у 2001—2005 р. — проректор з науково-методичної роботи Харківського Бізнес-коледжу. Паралельно, у 1999 році працював у Братиславському інституті фізики (Словацька Республіка) та у фірмі «Системні дослідження» в місті Бонн, Німеччина (2002 рік).
У 2005—2008 р. — заступник директора з науково-методичної роботи Харківського торговельно-економічного інституту Київського національного торговельно-економічного університету (КНТЕУ). З 2008 року — професор кафедри технології та організації ресторанного бізнесу Харківського торговельно-економічного інституту КНТЕУ.
Автор чотирьох монографій, понад 100 наукових праць, дев'ятнадцяти винаходів-патентів.

## Нагороди
- орден Знак Пошани (1985)
- ордени
- медалі